# Iulian Dămăcuș
Iulian Dămăcuș (n. 27 iulie 1949, Cătina, jud.Cluj) este un poet și prozator român.

## Biografie
A terminat Facultatea de Filologie. Părinții lui, Dămăcuș Grigore și Dămăcuș Anisia au fost țărani. A studiat la școala generală din Cătina, apoi la Liceul Sărmașu, 1966-67, apoi a terminat Facultatea de Filologie a Universității din Cluj, 1974: Este profesor de limba franceză la școala generală Cătina până în 1993, apoi la liceele ,,Ana Ipătescu'' și ,,Petru Maior'', Gherla,jud. Cluj

## Lucrări publicate, realizări în domeniul respectiv, contribuții
A debutat  în presă cu Epigrame - 1987 în revista Urzica, București; cu Haiku 1992 în revista Haiku, nr. 5 -6, București, Poezie modernă - 2002 în revista francofonă La lettre de Jean Hautepierre, Paris, 2002 și Louvre boîte-Montmorency, Franța, Azami și Mainichi Daily News, Japonia, Haiku Novine, Jugoslavia, Poesis, Steaua, Tribuna, Haiku, Tomis,Orion, Orfeu, Sinteze literare. A participat cu lucrări în diferite antologii: Antologia epigramei românești de pretutindeni , Antologia epigramei politice,Epigramiști români contemporani, Antologiile Cenaclului Octavian Goga, Cluj ,Antologia prozei scurte transilvane actuale,2011, Întâlnirile de la Nicula, Cartea mea fermecată, Scriitori gherleni, Vama literara, vol. precum și  în antologii  de haiku: Umbra libelulei, O sută de catarge, Luna în țăndări în România,dar și cu lucrari în antologii straine, Ich träume deinen Rhythmus, Germania , Anthology haiku competition, Japonia , Coucher de soleil, Mondspuren,Sonnenpfade / Traces de lune,Sentiers de soleil, (poeme), Franța-Germania, Le vacarme du temps de Noël, Franța, Antologia Il Convivio, Italia. Autor de prezentări de carte/ colaborari : Uleiul din candelă- Adrian Georgescu, Amurg sentimental, 2004, Generoasa lumină Olimpia Brendea-Desliu, în Adevărul de Cluj, 2004, Descătusarea zăpezilor - Rodica Scutaru -Milaș, rev. Orasul, 3/2008, Cina cea fără de taină Al.Florin Țene, în Poezia, 1/2008, Jurcan par lui-meme,în Vatra veche, 2010; A.Podaru, Ioana pentru totdeauna, cronică, Citadela,oct. 2011, Dan Rebreanu, Micile sirene, proză, rev. Orașul,3/2011, Livre dor / UNESCO , 2008 Le plurilinguisme. Colaborează și la  revistele: Ex Ponto, Caiete Silvane, Mișcarea literară etc...).Traduceri în limba română -Poemes, Marjan,ed. Limes,2005, Cluj.

## Afilieri la diferite organisme, asociații
Este membru al Uniunii Scriitorilor din România, Filiala Cluj.
Este membru al cenaclului ,, Ion Apostol Popescu  din Gherla.

## Premii, distincții
A câștigat mai multe premii, printre care: Premiul pentru cel mai frumos haiku,Premiul II, la Itoen Haiku Contest, Premiul II, la Concursul Național de Poezie și Eseu Octavian Goga, Premiul S.R.H. pentru cel mai frumos haiku (Tricentenarul Basho, 1994),  Premiul Pavel Dan – proză, Prix Baudelaire recueil, CEPAL franța, Viespar în orbite (bilingv), C.E.P.A.L, Franța; Premiul I  la Concursul Național de Proză Scurtă, Turda,  Premiul II  și al revistei Mișcarea literară  pentru romanul Sonia,2009, O lună albastră,2013  și Humorul în proza sudului românesc,2019 - la Festivalul Național -Liviu Rebreanu,Bistrița, Mențiune la Basho festival - Japonia, 2oo4, Premiul Pavel Dan proză, Premiul I la Concursul National de Proza Scurta, Câmpia -Turzii, Premiul revistei Agora, Constanța, la Conc. N. de Lit. A.G.Bacovia, Mizil, Segnalazione di Merito al Premio Poesia e Arti figurative, nella sezione Poesia in Francese, con lopera Augustin, Italia și Premiul revistei Orion,pentru vol. de rengay Pescărușii se înalță cu valul, Premiul revistei Orion ,pentru cel mai frumos haiku - Slobozia(1997). 
A participat la manifestări de creație poetică: Festivalul Eterna epigramă, Cluj, Festivaluri și colocvii de haiku, la București și Slobozia la Festivalul de poezie din Kronach, Germania , 2oo3, Le Mur de poésie,Tours, Franța...Este inclus în mai multe dicționare ale scriitorilor români și în antologiile Filialei Cluj a Uniunii Scriitorilor din România. 